# Josetxo Romero Urtasun
Josetxo Romero Urtasun, kurz Josetxo (* 25. Februar 1977 in Pamplona, Spanien) ist ein ehemaliger spanischer Fußballspieler.

## Spielerkarriere
Josetxo stammt wie viele andere Spieler von CA Osasuna auch aus der eigenen Jugend. Schon in der Saison 1995/1996 als Osasuna in der Segunda División spielte, gab Josetxo sein Debüt für die erste Mannschaft mit gerade einmal 18 Jahren. Dennoch sollte er von 1995 bis 1997 ansonsten fast nur für Osasuna B Einsätze haben. In der Rückrunde der Saison 1996/1997 schaffte er erneut den Sprung in die erste Mannschaft und diesmal kam er auf einige Einsätze.
In den folgenden drei Spielzeiten erwies sich Josetxo als „Teilzeitkraft“ mit je etwas mehr als einem Drittel der Saisonspiele als nützlicher Ergänzungsspieler. Für die Saison 1999/2000 wurde er an den Ligarivalen SD Eibar ausgeliehen, um dort mehr Spielpraxis zu bekommen, doch dies scheiterte. Bei den Basken kam er auf gerade einmal sieben Einsätze in der Segunda División. In der Aufstiegssaison der ersten Mannschaft wurde er nach seiner Rückkehr aus Eibar wieder zu Osasuna B degradiert.
Er ließ jedoch nicht locker und ist seit 2001 erfolgreicher Verteidiger in der ersten Liga bei CA Osasuna. In den ersten Jahren spielte er mit seiner Mannschaft um den Klassenverbleib. In der Saison 2004/05 erreichte er das Pokalfinale, unterlag dort aber Betis Sevilla. Dennoch qualifizierte er sich mit seinem Team für den UEFA-Pokal, schied aber in der ersten Runde aus. Die Saison 2005/06 konnte er mit Osasuna auf dem vierten Platz beendeten, was die Teilnahme an der Qualifikation zur Champions League bedeutete. Sein Team unterlag und Josetxo spielte in erneut im UEFA-Pokal, wo er erst im Halbfinale gegen den FC Sevilla ausschied. In den folgenden Jahren blieb er zwar Stammspieler, musste jedoch häufiger verletzungsbedingte Pausen einlegen. Sein Klub konnte an die Erfolge nicht anknüpfen und spielte wieder um den Klassenerhalt. In der Saison 2010/11 verlor er seinen Stammplatz und fand sich meist auf der Ersatzbank wieder.
Im Sommer 2011 verließ Josetxo Osasuna und wechselte zu SD Huesca in die Segunda División. Dort beendete er ein Jahr später seine Laufbahn.